# Żywe
Żywe – piwo dolnej fermentacji warzone przez Browar Amber. Zawiera 14,5% ekstraktu oraz 6,2% alkoholu. Warzone jest w stylu piw marcowych. Charakteryzuje się bursztynową barwą, wysoką treściwością, wyraźną słodkawą nutą słodową oraz niską zawartością goryczy i chmielu. Żywe jest niepasteryzowane, a okres przydatności do spożycia wynosi 35 dni. Żywe zadebiutowało na rynku w 2004 r.

## Nagrody i wyróżnienia
- 2004: Rekomendacja międzynarodowej organizacji Slow Food. Jest to jedyne polskie piwo rekomendowane przez tę organizację.
- 2005: Znaki Ministerstwa Rolnictwa „Poznaj Dobrą Żywność”.
- 2006: Tytuł Najlepsze Polskie Piwo Jasne Mocne w plebiscycie portalu Browar.biz.[2]
- 2007: Pierwsze miejsce w plebiscycie portalu browar.biz w kategorii Jasne Pełne Mocne.
- 2008: Pierwsze miejsce w plebiscycie portalu browar.biz w kategorii Jasne Pełne Mocne.
- 2009: Drugie miejsce w plebiscycie portalu browar.biz w kategorii Jasne Pełne Mocne.
- 2010: Pierwsze miejsce w plebiscycie portalu browar.biz w kategorii Jasne Pełne Mocne.
- 2020: Brązowy medal w konkursie Good Beer 2020[3]